# Йомен, Роберт
Роберт Дэвид Йомен (англ. Robert David Yeoman; род. 10 марта 1951, Филадельфия, Пенсильвания, США) — американский кинооператор. Номинировался на премию «Оскар» за лучшую операторскую работу в фильме Отель «Гранд Будапешт». Регулярно сотрудничает с режиссёрами Уэсом Андерсоном и Полом Фигом.

## Биография
Родился 10 марта 1951 года в Филадельфии, штат Пенсильвания. Вырос в пригороде Чикаго, куда его семья переехала когда ему было три года. После окончания школы переехал в Северную Каролину для учебы в Университете Дьюка, который он закончил в 1973 году со степенью бакалавра искусств. В начале обучения он не думал об операторской карьере, предпочитая изучать психологию и играть в баскетбол, но со временем стал помогать другим студентам в съемках их фильмов. Следующим местом обучения стал Университет Южной Калифорнии, который он закончил в 1979 году со степенью магистра изящных искусств в области кинематографии. Наиболее известен по операторским работам в фильмах «Королевство полной луны», «Отель «Гранд Будапешт»» и «Догма».
Является членом Американского общества кинооператоров с 2001 года.

## Фильмография

### Оператор
| Режиссёр: Александр Рокуэлл - 1983 — Герой - 1994 — Любить кого-то Режиссёр: Уильям Фридкин - 1986 — Спецназ «К.Э.Т.» - 1987 — Неистовство Режиссёр: Роберт Дауни-старший - 1988 — Губы напрокат - 1991 — Слишком много солнца Режиссёр: Уэс Андерсон - 1996 — Бутылочная ракета - 1998 — Академия Рашмор - 2001 — Семейка Тененбаум - 2004 — Водная жизнь Стива Зиссу - 2007 — Поезд на Дарджилинг. Отчаянные путешественники - 2012 — Королевство полной луны - 2014 — Отель «Гранд Будапешт» - 2021 — Французский вестник Режиссёр: Менно Мейес - 2007 — Дитя с Марса - 2008 — Манолете Режиссёр: Пол Фиг - 2011 — Девичник в Вегасе - 2013 — Копы в юбках - 2015 — Шпион - 2016 — Охотники за привидениями | Другие режиссёры: - 1988 — Джонни, будь хорошим (реж. Бад С. Смит) - 1988 — Мёртвый полицейский (реж. Марк Голдблатт) - 1989 — Волшебник (реж. Тодд Холланд) - 1989 — Аптечный ковбой (реж. Гас Ван Сент) - 1990 — Мальчишка (реж. Джон Марк Робинсон) - 1991 — Идеальная гармония (реж. Уилл Маккензи) - 1991 — После полуночи (реж. Ян Элиасберг) - 1991 — История с ограблением (реж. Ричард Шепард) - 1993 — Двойной обман (реж. Ян Эглсон) - 1993 — Покраска (реж. Майкл Таав) - 1995 — Хладнокровный (реж. Уоллес Володарски) - 1996 — Сущность огня (реж. Дэниэл Дж. Салливан) - 1998 — Вечная полночь (реж. Дэвид Велос) - 1998 — Войны Пентагона (реж. Ричард Бенджамин) - 1999 — Догма (реж. Кевин Смит) - 2000 — Только ты и я (реж. Крис Исакссон) - 2000 — Красивая (реж. Салли Филд) - 2001 — Наперекосяк (реж. Том Дичилло) - 2001 — Агент «Стрекоза» (реж. Роман Коппола) - 2005 — Ночной рейс (реж. Уэс Крэйвен) - 2005 — Кальмар и кит (реж. Ной Баумбах) - 2008 — Всегда говори «да» (реж. Пейтон Рид) - 2009 — Катись! (реж. Дрю Бэрримор) - 2010 — Побег из Вегаса (реж. Николас Столлер) - 2014 — Любовь и милосердие (реж. Уильям Полад) - 2018 — Mamma Mia! 2 (реж. Ол Паркер) |